# Theodore Dumitru
Dumitru Teodorescu, meglio noto come Theodore Dumitru o Ted Dumitru (Bucarest, 2 settembre 1939 – Johannesburg, 26 maggio 2016), è stato un allenatore di calcio e dirigente sportivo rumeno.

## Carriera
Ha allenato diverse squadre, soprattutto africane. 
Nella stagione 1974 venne ingaggiato dalla franchigia statunitense dei Rochester Lancers, militante nella NASL, per sostituire il dirigente John Petrossi. La squadra ottenne solo il terzo posto nella Northern Division, fallendo l'accesso alla fase finale del torneo. Anche il campionato seguente non riuscì a portare i Lancers ai play off per l'assegnazione del titolo nordamericano.
Ha guidato inoltre la Nazionale sudafricana alla Coppa d'Africa 2006 in Egitto, nella quale i Bafana Bafana furono eliminati nella fase a gironi.

## Palmarès

### Allenatore

#### Club

##### Competizioni nazionali
- Campionato sudafricano: 4

Kaizer Chiefs: 2003-2004, 2004-2005
Mamelodi Sundowns: 1997-1998, 1998-1999
- Coppa di Lega sudafricana: 5

Kaizer Chiefs: 1986, 1988, 2003, 2004
Mamelodi Sundowns: 1999
- Telkom Charity Cup: 4

Kaizer Chiefs: 1986, 1987, 1988, 2003
- MTN 8: 3

Orlando Pirates: 2000
Kaizer Chiefs: 1985, 1987
- Nedbank Cup: 2

Mamelodi Sundowns: 1998
Kaizer Chiefs: 1987

### Individuale
- Allenatore sudafricano dell'anno: 1

2004